# مسجد عمرو بن عاص

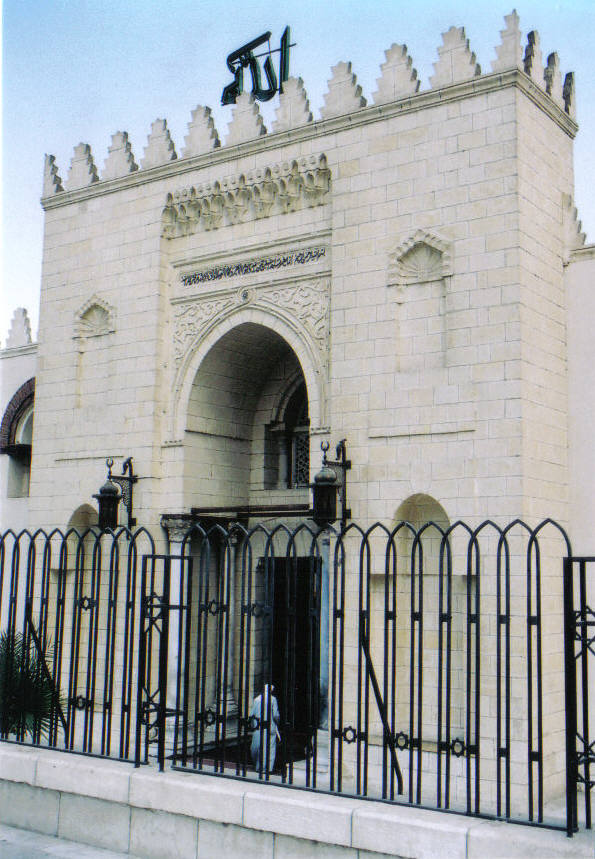

 مسجد جامع عمرو بن العاص  اولین مسجدی است که در مصر و نیز در تمام آفریقا بنا شده‌است. این مسجد در وقت بنا ۵۰ ذراع مساحت داشت در ۳۰ ذراع و آن را شش در بود. این مسجد به امر صحابی عمروعاص ساخته شد که فاتح مصر خود او بود. جنبی از مسجد مقبره پسر عمرو بن العاص است که به عبدالله موسوم بود. و زمانی معاویه امر به توسیع مسجد داد و اکنون مساحت آن بیست و چهار ذراع معماری است. خلیفه مأمون هم یک بار امر به توسیع مسجد داد. صلاح‌الدین ایوبی مسجد را به سال ۵۶۴ هجری از نو ساخت و از کسانی که در این مسجد دروس و خطب و مواعظ داشته‌اند امام شافعی، لیث بن سعد، ابوطاهر سلفی و إبن هشام است.
بنای مسجد بزرگ عمرو بن عاص نمونه بارزی از ویژگیهای معماری مذهبی قرنهای ۱-۳ق/ ۷-۹م را نشان می‌دهد. این نخستین مسجد مصر بود که در ۲۰ ق/۶۴۱م در فسطاط بنا گردید و در زمان معاویه، در ۵۳ق/۶۷۳م گسترش یافت و ۴ مناره در ۴ گوشه آن ساخته شد. صحن آن به شکل مربع، و دارای رواقهایی در اطراف بود. شبستان آن ۱۰۰ ستون مرمری داشت که از ویرانه‌های بناهای عصر روم و بیزانس جمع‌آوری گردیده بود. این مسجد دارای تزیینات موزاییکی بود که در طی قرون ۴- ۵ق/۱۰-۱۱م از میان رفت. بنای این مسجد چندین بار به هنگام تعمیر گسترش داده شد، اما طرح آن همان طرح قرن ۲ق/۹م باقی‌مانده‌است.